# Бармин, Леонид Николаевич
Леонид Николаевич Бармин (6 апреля 1931, Белорецк, Башкирская АССР — 16 июня 1995, Екатеринбург) — советский и российский учёный-металлург, доктор технических наук, профессор, действительный член Российской академии естественных наук (1992). Являясь учеником выдающегося электрохимика-металлурга О. А. Есина, работал в области исследования процессов взаимодействия металла с флюсом и газом, разработки износостойких материалов и технологии наплавки и напыления.

## Биография
Родился 6 апреля 1931 года в городе Белорецке Башкирской АССР, ныне Республики Башкортостан.
В 1950 году окончил Белорецкий металлургический техникум и поступил в Уральский политехнический институт. По окончании вуза в 1955 году, был оставлен в нём на преподавательской работе. В 1958 году защитил кандидатскую диссертацию на тему «Особенности поведения водорода в жидких шлаках и металлах»; в 1961 году был утверждён в звании доцента. В 1970 году защитил докторскую диссертацию на тему «Кинетика ряда окислительно-восстановительных пирометаллургических процессов» и в следующем году был утверждён в учёном звании профессора.
В 1970—1972 годах работал деканом технологического факультета УПИ; в течение 1972—1979 годов был проректором института по учебной работе. С 1975 года и до конца жизни Л. Н. Бармин был заведующим кафедрой защитных и упрочняющих покрытий Уральского политехнического института. Он создал школу физико-химического анализа металлургических процессов при сварке и плазменном напылении. Был автором около трёхсот научных работ и 23 изобретений, подготовил трех докторов и 32 кандидата наук. Являлся частником ряда международных конференций, симпозиумов и совещаний по сварке и физической химии.
Умер 16 июня 1995 года в Екатеринбурге, похоронен на Широкореченском кладбище.

## Награды
- Заслуженный деятель науки и техники РСФСР (1991).[2]
- Лауреат Государственной премии СССР в области науки (1982, в составе группы ученых, за цикл работ «Исследование строения, свойств и взаимодействия металлургических расплавов» (1957—1980)).
- Медали.[1]